# Сорвіно
Со́рвіно (рос. Сорвино) — присілок у складі Слободського району Кіровської області, Росія. Входить до складу Денисовського сільського поселення.
Населення становить 3 особи (2010, 3 у 2002).
Національний склад станом на 2002 рік — росіяни 100 %.